# Axlönn
Axlönn (Acer spicatum) är en kinesträdsväxtart som beskrevs av Jean-Baptiste de Lamarck. Axlönn ingår i släktet lönnar, och familjen kinesträdsväxter. Arten förekommer tillfälligt i Sverige, men reproducerar sig inte. Inga underarter finns listade i Catalogue of Life.